# سال زبان‌های اروپا
سال ۲۰۰۱ طبق اعلام شورای اروپا، اتحادیه اروپا و یونسکو، سال زبان‌های اروپا اعلام شد. این سه نهاد با اعلام این ابتکار، در مورد اهمیت یادگیری زبان برای رشد شخصی بحث کردند و اظهار داشتند که برای پاسخگویی به دگرگونی‌های اقتصادی، اجتماعی و فرهنگی در جامعه، شایستگی‌های زبانی لازم است.
این اعلامیه با ابتکاراتی در بیشتر کشورهای اروپایی همراه بود و جلب توجه به غنای فرهنگی اروپا و پشتیبانی از همکاری نزدیکتر بین مردم، مدارس و موسسات را در پی داشت. هفته آموزش زبان برای بزرگسالان یکی از ابتکارات این سال بود که از ۵ تا ۱۱ مه برگزار شد تا تأکید شود که برای یادگیری زبان جدید هرگز دیر نیست.